# 斉藤惣一
斉藤 惣一（さいとう そういち、1886年7月9日 - 1960年7月5日）は、日本キリスト教青年会(YMCA)同盟総主事である。日本のJ・R・モットと言われた。

## 経歴
1886年(明治19年)福岡県企救郡大里村に生まれる。第五高等学校を卒業し、東京帝国大学文学部で学ぶ。1911年(明治44年)東京帝国大学を卒業後に、第五高等学校で英文学の教授になる。ジョン・モット、G・M・フィッシャーの影響を受けて、1917年(大正6年)に教師を辞職して、YMCA同盟主事に就任する。1921年(大正10年)には総主事になる。
1924年(大正13年)から10年間、東京キリスト教青年会総主事に就任して、関東大震災後の復興のために尽力する。日本YMCA大陸事業の責任者、太平洋問題調査会理事、日本基督教連盟遣米使節として、太平洋戦争開戦前後の日中関係と日米関係改善に尽力した。
戦後は、引揚援護院初代長官に就任。
1947年（昭和22年）6月17日、関西地方の巡幸先で引揚者の環境を目にした昭和天皇に対し引揚の概況、引揚者の健康問題、引揚の促進・援護状況などを奏上した。その後、1949年（昭和24年）7月2日にも奏上を行っている。
1950年（昭和25年）まで外地からの引揚者のために尽力する。また国連特別委員会日本政府代表も務める。また、国際基督教大学建設実行委員長、ユニオン神学校客員教授をも務める。
1956年(昭和31年)にYMCA同盟の総主事を引退し、1960年(昭和35年)に死去し、雑司ヶ谷霊園に葬られる。

## 著書
- 『世界青少年の指導者J・R・モット』
- 『ジョージ・ウィリアムスと基督教青年会』
- 『世界伝道協力論』
- 『神の国の建設者』